# Cliniodes
Cliniodes is een geslacht van vlinders uit de familie van de grasmotten (Crambidae). De wetenschappelijke naam van dit geslacht is voor het eerst geldig gepubliceerd in 1854 door Achille Guenée. Hij beschreef het geslacht en de eerste twee soorten, Cliniodes opalalis en Cliniodes saburralis.
De larven voeden zich op planten uit de peperboompjesfamilie (Thymelaeaceae).

## Soorten
James E. Hayden publiceerde in 2011 een revisie van het geslacht, waartoe hij 28 soorten rekende. Tien daarvan waren nieuwe soorten. Metrea beschouwde hij als een subgenus van Cliniodes.
Deze grasmotten komen voor in de Amerika's, vooral in het Neotropisch gebied.
- C. additalis Hayden, 2011
- C. beckeralis Hayden, 2011
- C. costimacula Hampson, 1913
- C. cyllarusalis Druce, 1895
- C. euphrosinalis Möschler, 1886
- C. festivalis Hayden, 2011
- C. glaucescens Hampson, 1899
- C. ineptalis Lederer, 1863
- C. inferalis Hayden, 2011
- C. insignialis Hayden, 2011
- C. iopolia Hayden, 2011
- C. latipennis Munroe, 1964
- C. lavinia Schaus, 1912
- C. malleri Munroe, 1964
- C. mellalis Hayden, 2011
- C. mossalis Dyar, 1914
- C. muralis Hayden, 2011
- C. nacrealis Munroe, 1964
- C. opalalis Guenée, 1854 – de typesoort
- C. opertalis Hayden, 2011
- C. ostreonalis (Grote, 1882)	 - nieuwe naam voor Metrea ostreonalis
- C. paradisalis Möschler, 1886
- C. paranalis Schaus, 1920
- C. paucilinealis Snellen, 1895
- C. rubialalis Dognin, 1897
- C. saburralis Guenée, 1854
- C. semilunalis Möschler, 1890
- C. seriopunctalis Hampson, 1913
- C. subflavescens Hayden, 2011
- C. superbalis Dognin, 1911
- C. underwoodi Druce, 1899
- C. vinacea Munroe, 1964

Cliniodes cyllarusalis, C. nomadalis en C. paucilinealis werden beschouwd als synoniemen van C. euphrosinalis. Cliniodes mossalis werd beschouwd als synoniem van C. underwoodi.